# Cummins
Cummins Inc. — американська корпорація Fortune 500, один з найбільших у світі виробників дизельних двигунів для тягачів, автобусів, бронетехніки і самохідних суден. Товариство засноване в 1919 році підприємцем Чессі Лайлом Каммінсом.
Штаб-квартира в місті Колумбус, штат Індіана, США. Зараз корпорація продає продукцію приблизно в 190 країн і територій через мережу з більш ніж 600 власних компаній і незалежних дистриб'юторів та близько 6000 дилерів. Cummins повідомила про чистий прибуток у розмірі $ 2,19 млрд від продажів $ 23,77 млрд у 2018 році.

## Історія
Компанія Cummins Engine Company була заснована в Колумбусі, штат Індіана, 3 лютого 1919 року банкіром Дж. Ірвіном Міллером та місцевим механіком Кліссі Каммінсом. Вона була зосереджена на розробці дизельного двигуна, винайденого 20 роками раніше, але, незважаючи на кілька широко розрекламованих випробувань на витривалість, лише в 1933 року їхня модель H, що застосовувалась у малопотужних маневрових локомотивах на залізниці, виявилася успішною. Двигуни серії Cummins N стали лідером у галузі під час буму дорожньо-будівельних робіт у США після Другої світової війни, з більш ніж половиною ринку вантажних автомобілів з 1952 по 1959 рік.

## Бізнес-одиниці

### Бізнес двигуна Cummins
Бізнес-підрозділ двигуна Cummins складається з підтримки післяпродажного обслуговування, середнього та важкого режиму роботи та потужних двигунів. Cummins виробляє та продає повну лінійку дизельних двигунів та двигунів на природному газі для використання на шосе та позашляховій дорозі. Її ринки включають важкі та середні вантажні автомобілі, автобуси, автомобілі для відпочинку (RV), легкі автомобільні та ряд промислових цілей, включаючи будівництво, гірничодобувну, морську, нафтогазову, залізничну та військову техніку [7].
Для широкої громадськості найбільш помітним продуктом Cummins може бути 5,9-літровий рядний шестициліндровий двигун, що використовується у легкових пікапах Dodge Ram, починаючи з 1988 року.5. [13] У 2007,5 році 6,7-літрова версія двигуна Cummins з прямою шісткою стала необов’язковою для пікапа RAM. У 2008 році Каммінс був визнаний відповідачем у колективному позові, пов'язаному з 1998-2001 модельним роком вантажних автомобілів Chrysler Dodge Ram, моделі 2500 або 3500, спочатку оснащених 5,9-літровим дизельним двигуном Cummins ISB, побудованим за малюнком 53 Block. [14] Справа врегульована, але деякі кваліфіковані власники Chrysler можуть отримати 500 доларів за ремонт блоку, який, як стверджувалося, тріснув і створив витік охолоджуючої рідини.
У квітні 2013 року Каммінс застосував технологію, розроблену компанією Westport Innovations, щоб розпочати постачання великих двигунів, що працюють на природному газі, виробникам вантажівок у Сполучених Штатах, оскільки транспортні компанії почали переробляти частини свого флоту на природний газ, а розподільча мережа природного газу в США почала розширити. [15]
Cummins має технічний центр в Дарлінгтоні, Англія, де розробляє продукцію для європейського, близькосхідного та азійського ринків.

### Cummins Power Systems Business (раніше Cummins Power Generation)
Бізнес-підрозділ Cummins Power Systems складається з генераторів змінного струму, автоматичних комутаторів, комерційних систем живлення, споживчих систем, двигунів та систем паралельного управління. Cummins Power Systems - це світовий постачальник систем виробництва електроенергії, компонентів та послуг в режимі очікування, розподіленого виробництва електроенергії, а також допоміжного живлення в мобільних додатках.
Всі вищезазначені рішення [модне слово] походять від Cummins Onan, продукція якого використовується і сьогодні.
Цей бізнес-підрозділ був утворений нещодавно після злиття енергоблоку та підрозділу з високою кінською потужністю.
22 серпня 2017 року United Rentals оголосило, що придбало всі активи з виробництва електроенергії у мобільних телефонів від Cummins. Для підтримання постійного парку та обслуговування клієнтів невелика кількість співробітників Cummins приєдналася до United Rentals. [16]

### Cummins Component Business
Бізнес-підрозділ Cummins Component складається з рішень для викидів, фільтрації (Fleetguard), паливних систем, Turbo Technologies (Holset) та електроніки. Що стосується Turbo Technologies, Cummins розробляє та виготовляє турбокомпресори та супутні товари в глобальному масштабі для дизельних двигунів об'ємом понад 3 літри. Що стосується емісійних рішень, Cummins розробляє та постачає каталітичні вихлопні системи та супутні товари на середні та важкі комерційні ринки дизельних двигунів. Що стосується фільтрації, Cummins розробляє, виробляє та розповсюджує важкі та малі вантажі повітря, палива, гідравлічної та масляної фільтрації, хімікатів та вихлопних систем для обладнання, що працює на дизелі та газі. Що стосується електроніки, Cummins розробляє блоки управління двигунами та датчики для дизельних двигунів Cummins.

### Розподільчий бізнес Каммінса
Розподільчий бізнес Cummins складається з розподілу двигунів та електроенергії, а також сервісного обслуговування та запчастин. Підрозділ дистрибуції Cummins складається з 17 дистриб'юторів, що належать Cummins, та 10 спільних підприємств, що охоплюють 90 країн та територій через 234 місця.

### Cummins Turbo Technologies
Британська компанія Holset Engineering Co. була британською компанією, яка виробляла турбокомпресори, в основному для дизельних і важких режимів.
У 1973 році компанія була придбана Каммінсом після короткого перебування у власності Hanson Trust. Зараз Holset працює на підприємствах у Китаї, Індії, Бразилії, Нідерландах, Великій Британії та США.
У 2006 році підрозділ офіційно змінив свою назву на Cummins Turbo Technologies, щоб бути більш тісно пов'язаними з материнською компанією. Вироби з турбокомпресором все ще використовують торгову марку Holset.

### Енергетичні системи Cummins
У 1986 році Каммінс розпочав придбання Onan і завершив його в 1992 році. З тих пір Onan перетворив [модне слово] в Cummins Power Generation (нині Cummins Power Systems), повністю інвестований підрозділ Cummins. Ім'я Onan продовжує використовуватися для сучасних версій їх традиційних генераторів на двигунах для RV, морської, комерційної мобільності, домашнього режиму очікування та портативного використання.
Компанія Cummins Inc. (NYSE: CMI) оголосила, що буде уніфікувати [модне слово] свою стратегію бренду [модне слово] у своєму бізнес-сегменті Power Systems, який забезпечує високошвидкісні двигуни потужністю 760 - 4400 к.с. та обладнання для виробництва енергії від 2–3 500 кВт , включаючи резервні та генераторні електростанції, генератори, розподільні пристрої та інші компоненти. В даний час в портфоліо представлені торгові марки Cummins, Cummins Power Generation та Cummins Onan. З негайним впливом бренд буде консолідований під торговою маркою Cummins. Бренди Cummins Power Generation та Cummins Onan будуть припинені, а назва Onan - синонім [buzzword] з мобільними генераторами, буде переставлено [buzzword] як генераторська лінійка продуктів під нещодавно уніфікованою маркою Cummins на ринку автомобілів.
Cummins Inc. також буде постійно змінювати всі бренди “Fun Roads” на Cummins RV, рухаючись вперед, а бренд Fun Roads також буде вибутий. Онан тепер буде переставлений як лінійка товарів для RV, а новий вебсайт rv.cummins.com та платформи соціальних медіа слугуватимуть інструментам для RV по всій країні для пошуку відповідної інформації, як-от специфікації товару та наш локатор продажів та послуг.
"Прагнучи об'єднати Cummins в єдину цілісну уніфіковану торгову марку, ми вирішили, що об'єднання обох продуктів (двигунів та генераторів) у сімейство Cummins RV лише зміцнює бренд та більш рівномірно розмовляє з нашими виробниками та споживачами", - сказала Джоді Вілсон. "Зміна бренду не вплине на пропозицію товарів чи послуг, але допоможе нам продовжувати обіцяти забезпечити надійність у всьому світі".
Ребрендинг проходив у всьому світі на всі маркетингові заходи, оскільки з липнем 2017 року на всіх виробничих підприємствах змінилося брендування продуктів. [17]

### Рішення щодо викидів Каммінса
Компанія з доочищення вихлопних газів та викидів Nelson Industries була придбана в 1999 році через зростаючу важливість систем доочищення вихлопних газів для задоволення майбутніх стандартів викидів. Підрозділ офіційно змінив свою назву на Cummins Emission Solutions, щоб бути більш тісно пов'язаними з їхньою материнською компанією.

## Китайські операції
Cummins має кілька спільних підприємств з китайським виробником, таких як Dongfeng Cummins, спільне підприємство з Dongfeng Automobile Company [18], а також Guangxi Cummins Industrial Power з LiuGong.
Іншими організаціями були Cummins Beijing, Chongqing Cummins Engine, Xi’an Cummins Engine, Wuxi Newage Alternators, Xiangfan Fleetguard, Wuxi Cummins Turbo Technologies. [18]

## Операції в Індії
Cummins розпочав свою діяльність в Індії 17 лютого 1962 року у спільному підприємстві з групою Кірлоскар. Структура власності спільного підприємства була поділена таким чином:
- Каммінс - 50%

- Група Кірлоскар - 25,5%

- Роздрібні інвестори - 24,5%

У 1996 році компанія Cummins Inc. придбала акції Кірлоскару. Зараз його дочірня компанія Cummins Inc. Станом на 2013 рік група Cummins мала дохід у Індії понад 1,5 мільярда доларів, 20 заводів та 9000 працівників.
Cummins робить значну частину своїх досліджень та розробок в Індії в Науково-дослідному та технологічному центрі Cummins, який був створений у 2003 році. Крім того, Cummins будує передовий технічний центр у Пуні, де розмістяться понад 2000 інженерів [19].
Cummins India також зробила значний внесок у розвиток місцевих навичок, заснувавши Інженерний коледж для жінок Cummins в МКСС, жіночий інженерний коледж у Пуні. [20]

## Порушення Закону про чисте повітря
У 1998 році EPA оголосила штрафи на загальну суму 83,4 мільйона доларів проти Cummins та шести інших виробників дизельних двигунів - найбільший штраф на сьогодні. Штрафи настали після того, як виробники ухилились від випробувань, навмисно деактивувавши контроль викидів під час їзди по шосе, щоб зробити вигляд, що вони повністю відповідають нормам під час стандартних лабораторних випробувань. [23] Виробники також погодились витратити більше 1 мільярда доларів на виправлення проблеми. [24] Вантажівки використовували програмне забезпечення ЕБК двигуна для контролю забруднення під час 20-хвилинних лабораторних випробувань, щоб перевірити відповідність Закону про чисте повітря, але потім тихо відключили засоби контролю викидів під час нормального круїзу по шосе, тим самим виділяючи до трьох разів більше максимально допустимого забруднення NOx. [24]

## Актуальна продукція
- IS (Interact Series) - сімейство двигунів, що використовуються для автомобільних доріг, вантажівок, автобусів та автофургонів

- ISF 2,8-літровий I4 - використовується у легкових вантажних автомобілях GAZ GAZelle (Business і Next) та Foton Tunland

- ISV 5,0-літровий V8 - застосовувався у 2016 році та новішій вантажівці Nissan Titan XD, до модельного року 2019 року [21]

- ISB 5,9-літровий I6, 190 к.с. - застосовувався у вантажівках першого, другого та третього покоління Ram 2500 та 3500 до 2007 року

- ISB 6,7-літровий I6 - використовується у вантажних автомобілях третього та четвертого покоління Ram 2500-5500, вантажних автомобілях середнього класу, таких як Freightliner та International. Застосовуваний у Кенворті та Пітербільті під назвою Paccar PX6 або PX7.

- ISC 8,3-літровий I6 - припинено

- ISL 8,9-літровий - I6 - використовується для різних застосувань і дуже поширений двигун для автобусів

- ISL G 8,9 літра - на природному газі I6; використовується для різних застосувань

- ISM 11-літровий I6 - використовується для різноманітних професійних застосувань в менш регульованих областях

- ISG 12-літровий I6 - використовується переважно в китайських вантажівках HD

- ISX 12-літровий I6 - використовується у важких вантажних автомобілях

- ISX G 12-літровий I6 - на природному газі; застосовується у важких вантажних автомобілях

- ISD 12,4-літровий I6 - використовується в тракторах в менш регульованих районах

- ISX 15 літровий I6 - використовується у важких вантажних автомобілях

- V555 9,1-літровий V8 - використовується у важкій техніці та великих вантажних автомобілях [22]

- V903 14,8-літровий V8 - використовується в бойових машинах Бредлі та інших військових цілях

- QS (Quantum Series) - сімейство двигунів, що використовуються для позашляхових застосувань, таких як морські, залізничні / промислові, будівельні, енергетичні та сільські господарства

- QSF 2,8-літровий I4

- QSF 3,8-літровий I4

- QSB 4,5-літровий I4

- QSB 6,7-літровий I6

- QSL 9-літровий I6

- QSG 12-літровий I6

- QSX 15-літровий I6

- QSK 19-літровий I6

- QSK 23-літровий I6

- QST 30-літровий V12

- QSK 38-літровий V12

- QSK 45-літровий V12

- QSK 50-літровий V16

- QSK 60-літровий V16

- QSK 78-літровий V18

- QSK 95-літровий V16

- Серія X (наступного покоління) - еволюція сімейства двигунів IS

- X12

- X15 Performance 15-літровий I6

- X15 Ефективність 15-літровий I6

## Комерційні транспортні засоби
Cummins Aeos - звичайна вантажівка з електричним приводом.

## Двигуни
- A серії
  - Р3 – 0,9/1,4/1,7 л
  - Р4 – 2,0/2,3 л
- ISF

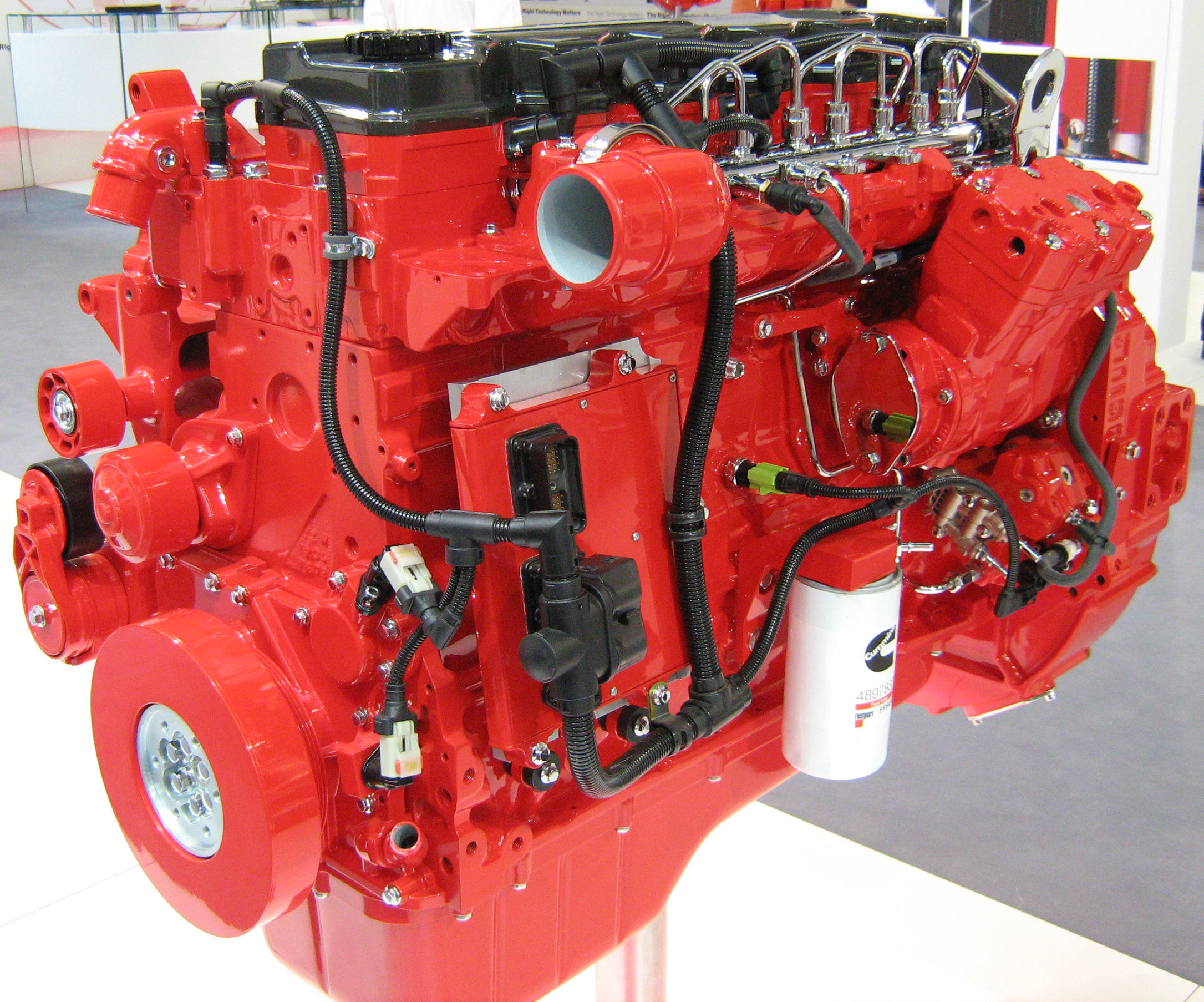
Двигун Cummins

  - Р4 – 2,8 л (80-110 к.с.)/3,8 л (105-154 к.с.)
- B серії/ISB
  - Р4 – 3,3/3,9/4,5 л
  - Р6 – 5,9/6,4/6,7 л
- ISV
  - Р4 – 5,0 л (Nissan Titan)
- C серії/ISC
  - Р6 – 8,3 л
- L серії/ISL
  - Р6 – 8,9 л (встановлюють на КрАЗ-В6.2МЕХ)
  - Р6 – 10,0 л
- M серії/ISM
  - Р6 – 10,8 л (встановлюють на КрАЗ-В12.2МЕХ, KrAZ Feona, KrAZ Hurricane)
- ISD
  - Р6 – 12,4 л
- N серії
  - Р6 – 12,2/14,0 л
- X серії/ISX
  - Р6 – 12,0 л (310-425 к.с.)/14,9 л (400-600 к.с.)
- QS серії
  - QSF 2.8 л I4
  - QSF 3.8 л I4
  - QSB 4.5 л I4
  - QSB 6.7 л I6
  - QSL 9 л I6
  - QSG 12 л I6
  - QSX 15 л I6
  - QSK 19 л I6
  - QSK 23 л I6
  - QST 30 л V12
  - QSK 38 л V12
  - QSK 45 л V12
  - QSK 50 л V16
  - QSK 60 л V16
  - QSK 78 л V18
  - QSK 95 л V16
- V/VT серії
  - V6 – 5,7/5,8/6,2 л (VIM/VAL)
  - V8 – 7,7/8,3/9,1 л (VINE/VALE)
  - V8 – 14,8 л

## Виробництво у світі
| Назва організації          | Країна, Місто           | Тип продукції           | Дата заснування |
| -------------------------- | ----------------------- | ----------------------- | --------------- |
| Cummins Inc                | Колумбус (Індіана), США | Дизелі від 1,4 до 96 л  | 1914            |
| Cummins                    | Сіань, Китай            | Дизелі, генератори      | 2000            |
| Cummins                    | Ізмір, Туреччина        | Насоси-форсунки         | Н. Д.           |
| Cummins Kama Joint Venture | Набережні Челни, Росія  | Дизелі від 4,5 до 6,7 л | 2006            |